# Rak śluzowo-naskórkowy
Rak śluzowo-naskórkowy (łac.  carcinoma mucoepidermale) – nowotwór złośliwy występujący najczęściej w śliniance przyusznej, rzadziej w małych gruczołach ślinowych podniebienia. Stopień złośliwości zależy od stosunku między komórkami nabłonkowymi a śluzowymi i jest proporcjonalny do ilości komórek nabłonkowych. Lepiej rokującymi guzami są te z przewagą komórek śluzowych. Szczyt zachorowalności na nowotwór występuje 5. dekadzie życia.
Klinicznie rak śluzowo-naskórkowy objawia się jako twarda, wolno rosnąca i nieprzesuwalna względem podłoża zmiana. Diagnostyka polega na wykonaniu badania histopatologicznego, w wyniku którego stwierdza się mniej lub bardziej zróżnicowaną postać nowotworu.
Leczenie raka śluzowo-naskórkowego polega na całkowitej parotidektomii. Operacja Jawdyńskiego-Crile’a jest wskazana w przypadku zmian o szczególnie wysokiej złośliwości.